# Sumberdumpyong
Sumberdumpyong is een bestuurslaag in het regentschap Bondowoso van de provincie Oost-Java, Indonesië. Sumberdumpyong telt 1952 inwoners (volkstelling 2010).